# Rhönziege

Rhönziege

Die Rhönziege ist eine deutsche Ziegenrasse, die seit den 1920er Jahren als verschollen und heute als ausgestorben gilt. Zusammen mit anderen Rassen, wie der Thüringer Waldziege, Schwarzwaldziege, Erzgebirgsziege und der Frankenziege, wurde sie zur Bunten deutschen Edelziege zusammengefasst.

## Verbreitung

Rhönziegenherde um 1900

Ihren Ursprung hat die Rasse in Graubünden und der Zentralschweiz. Die Rhönziege war angepasst an die kargen Böden und die raue Landschaft der Rhön. In seiner Dissertation von 1903 Beiträge zur Kenntnis der Rhönziege erwähnt Carl Kronacher einen Bestand der Rhönziege im Bezirk Mellrichstadt von 1750 Tieren, davon 250 Stück mit eingekreuzter Saanenziege. Gehalten wurden die Tiere in Haushalten in Kleinbeständen von ein bis fünf Stück. Die Einkreuzungen entstanden bereits 1860 und 1870.
Auch erwähnt Kronacher in seiner Dissertation eine unter staatlicher Aufsicht stehende Zuchtstation auf dem Dreistelzhof bei Brückenau. Dort wurden graue, silbergraue, schwarzbraune und schwarze Tiere mit schwarzen oder kleinen weißen Abzeichen sowie hornlos gezüchtet.
Der Tierarzt Georg Wilsdorf erwähnt in seinem Buch Die Ziegenzucht einen Bestand dieser Rasse der Stadt Bischofsheim von 200 Tieren um 1918. Inzwischen ist man in der Rhön bemüht, genetische Ressourcen der Rhönziege ausfindig zu machen, damit langfristig diese Rasse rückgezüchtet werden kann.

## Beschreibung

Rhönziegenherde um 1900

Die Tiere waren mittelgroß und hornlos. Böcke wogen ausgewachsen etwa 55 kg. Je nach regionaler Zucht waren sie grau oder schwarz, es kamen auch rehbraune Tiere mit einem schwarzen Aalstrich vor. Eine weitere Bezeichnung für die Rhönziege war „hornloser Rhönschlag“.
Das Fleisch der Ziege war von guter Qualität, jedoch nach Carl Kronacher von geringer Quantität. Mit sechs Monaten brachte eine Geiß etwa zehn bis zwölf Kilogramm, ein Zicklein von 14 Tagen 2,5 bis 3 kg Fleisch. Die Milchleistung einer Ziege nach dem Zickeln lag bei vier Liter je Tag, später bei etwa zwei Liter; die Jahresleistung zwischen 450 und 750 Litern.
Weiter beschreibt Kronacher die Rhönziege als gesunde Ziegenrasse, bei der zum Beispiel die Tuberkulose fast nicht vorkomme und auch andere Seuchenerkrankungen eher selten seien.